# ФТТ (конференция)
Конференция «Физика твёрдого тела» или Конференция ФТТ — международная конференция посвященная фундаментальным и прикладным проблемам физики твердого тела. Конференция проводится с 1986 года в разных городах Казахстана. Начиналась она как республиканская конференция по инициативе профессора Кукетаева Т.А., который являлся организатором первых пяти конференций этой серии.

## Список всех конференций
- I Республиканская конференция «Физика твердого тела и новые области её применения» — первая из серии регулярных конференций ФТТ. ФТТ-I проводилась на базе Карагандинского Государственного Университета в г. Караганда, Казахской ССР, 8—9 сентября, 1986 г. Конференция была организована по инициативе тогда доцента Кукетаева Т.А.. Он же являлся председателем Программного Комитета конференции.
- II Республиканская конференция «Физика твердого тела и новые области её применения», Караганда, Казахская ССР, 1990 г.
- III Республиканская конференция «Физика твердого тела», Караганда.
- IV Научная Казахстанская конференция «Физика твердого тела» — 4-я из серии регулярных конференций ФТТ. ФТТ-IV проводилась на базе Карагандинского Государственного Университета в г. Караганда, Казахстан, 19—20 сентября, 1996 г.
- V Научная Казахстанская конференция по физике твердого тела, Караганда, 28—30 октября, 1999 г.
- VI Казахстанская конференция по физике твердого тела, Актобе, Казахстан, 4—6 октября, 2000 г.
- VII Международная конференция «Физика твердого тела», Усть-Каменогорск, Казахстан, 5—7 июня, 2002 г.
- VIII Международная конференция Физика твердого тела, Алматы, Казахстан, 23—26 августа, 2004.
- IX Международная конференции «Физика твердого тела», Караганда, 25—27 мая, 2006.
- X Международная конференции «Физика твердого тела» — 10-я из серии регулярных конференций ФТТ. ФТТ-X проводилась на базе Карагандинского Государственного Университета в г. Караганда, Казахстан, 3—4 апреля, 2008 г.[2]
- XI Международная конференция «Физика твердого тела» (ФТТ-XI) — ФТТ-XI проводилась на базе ВКГТУ в г. Усть-Каменогорск, Казахстан, 9—12 июня, 2010 г. Конференция проводилась совместно с Международным симпозиумом «Наноматериалы для защиты промышленных и подземных конструкций».[3]
- XII
- XIII международная научная конференция «Физика твердого тела», посвященная 20-летию ЕНУ им. Л.Н.Гумилева, г. Астана, 26-28 апреля, 2016 г.[4]
- XIV
- XV международная научная конференция «Физика твердого тела», ЕНУ им. Л.Н.Гумилева, г. Астана, 8-10 декабря, 2022 г.[5]

## Публикации конференций
- Тезисы докладов 4-й научной Казахстанской конференции по физике твердого тела, посвященной 25-летию Карагандинского университета, Караганда, 19-20 сентября 1996 г. / Карагандинский гос. ун-т. — Караганда : Полиграфия, 1996. — 187 с.
- Материалы 5-й научной Казахстанской конференции по физике твердого тела. — Караганда, 1999.
- Физика твердого тела: Материалы VII Международной конференции, ВКТУ, 5—7 июня 2002 г. — Усть- Каменогорск: Издательство Восточно-Казахстанского государственного университета, 2002. — 366 с.